# Kānī Tamar Khān
Kānī Tamar Khān (persiska: كانی تَمَر خان, کانی تمرخان) är en ort i Iran.   Den ligger i provinsen Kurdistan, i den nordvästra delen av landet, 400 km väster om huvudstaden Teheran. Kānī Tamar Khān ligger 1 949 meter över havet och antalet invånare är 134.
Terrängen runt Kānī Tamar Khān är lite bergig. Runt Kānī Tamar Khān är det ganska tätbefolkat, med 60 invånare per kvadratkilometer. Närmaste större samhälle är Chenāreh, 18,0 km sydväst om Kānī Tamar Khān. Trakten runt Kānī Tamar Khān består i huvudsak av gräsmarker.